# Carlos Alberto Palacio
Carlos Palacios (Bogotá, Colombia; 5 de febrero de 1988) es un exfutbolista colombiano. Jugaba de Centrocampista.

## Clubes
| Club                 | País                | Año                 | Partidos | Goles |
| -------------------- | ------------------- | ------------------- | -------- | ----- |
| Millonarios          | Colombia            | 2006 - 2008         | 23       | 0     |
| Deportivo Pereira    | Colombia            | 2008 - 2009         | 3        | 0     |
| Cerro Largo          | Uruguay             | 2009 - 2010         | 17       | 0     |
| River Plate          | Uruguay             | 2010                | 4        | 0     |
| Fortaleza            | Colombia            | 2011 - 2012         | 45       | 0     |
| Llaneros             | Colombia            | 2012 - 2013         | 58       | 2     |
| Atlético Bucaramanga | Colombia            | 2013 - 2015         | 53       | 1     |
| Deportivo Pereira    | Colombia            | 2016 - 2017         | 68       | 1     |
| Limón F. C.          | Costa Rica          | 2018                | 13       | 0     |
| Deportes Quindío     | Colombia            | 2019 - 2021         | 0        | 0     |
| Total en su carrera  | Total en su carrera | Total en su carrera | 271      | 4     |

## Palmarés

### Torneos Nacionales
| Título    | Club                 | País     | Año  |
| --------- | -------------------- | -------- | ---- |
| Primera B | Atlético Bucaramanga | Colombia | 2015 |